# Colle Giulian
Il Colle Giulian (2.451 m s.l.m.) è un valico alpino della provincia di Torino nelle Alpi Cozie. Collega la val Pellice con la val Germanasca ed, in particolare, Bobbio Pellice con Prali.

## Accesso al colle
Dal versante della val Germanasca si parte da Ghigo di Prali. Per stradina e poi per sentiero si risale il vallone delle miniere ed infine si arriva al colle. In alternativa si può salire con la seggiovia dei 13 laghi e poi traversando il vallone dei 13 laghi si arriva al colle.
Dal versante della val Pellice si può partire dalla frazione Villanova e salendo in direzione nord si passa per la Colletta Faure e le Bergerie Giulian prima di arrivare al colle.
Il colle è percorso anche dalla Grande Traversata delle Alpi.